# Cellino San Marco
Cellino San Marco er en by i Apulien, Italien med 6.088 (2023) indbyggere.